# Bò Ai Cập cổ đại

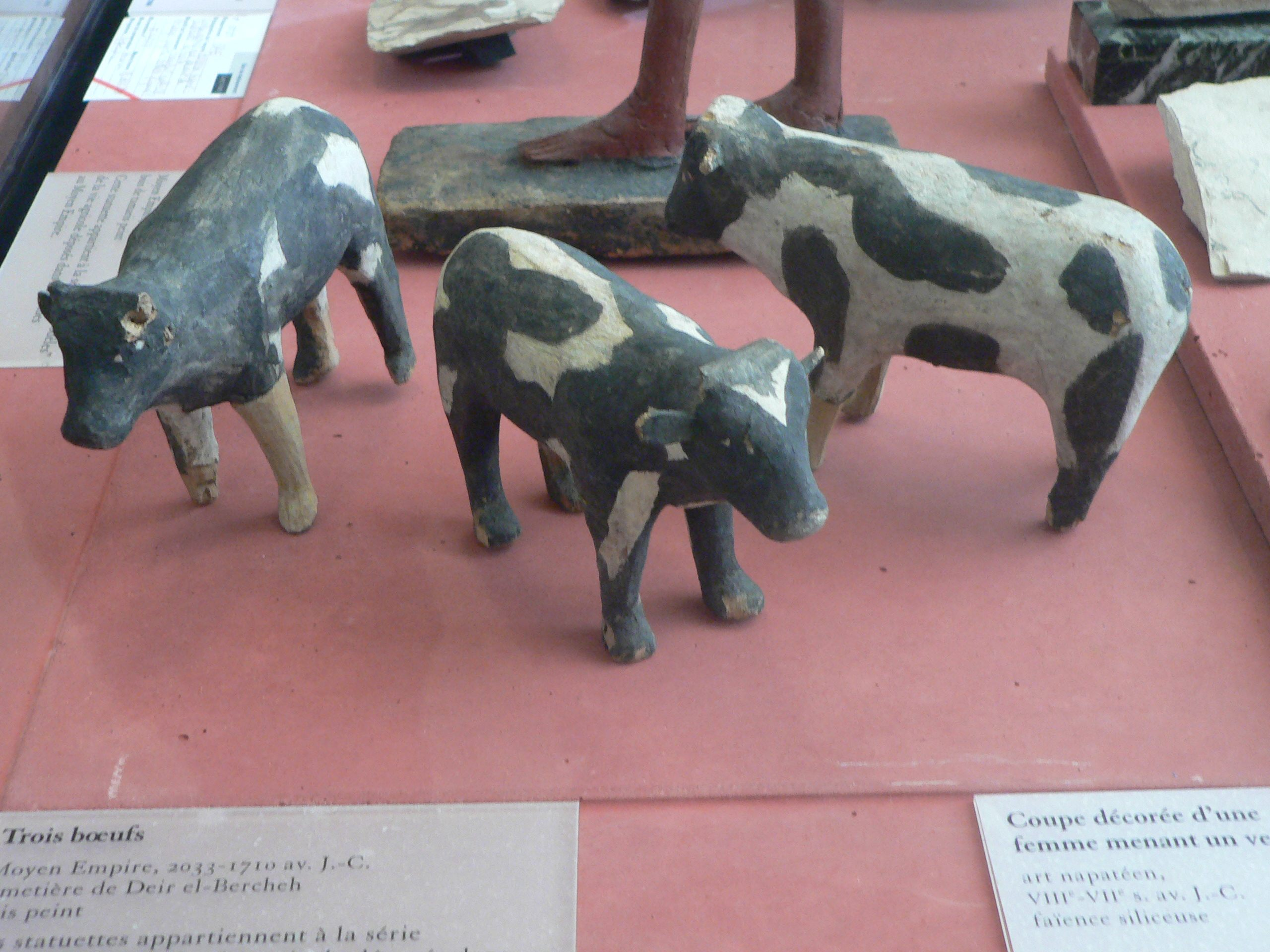
Ba con bò. Đồ gỗ sơn từ thời kỳ Trung Vương quốc, khoảng 2033–1710 TCN, tìm thấy trong nghĩa địa Deir el-Bersheh.

Bò Ai Cập cổ đại (danh pháp hai phần không được ITIS chấp nhận: Bos aegyptiacus) là dạng thuần hóa của bò với nguồn gốc không rõ ràng. Chứng cứ sớm nhất về Bos aegyptiacus là từ khu vực Fayum, có niên đại tới thiên niên kỷ 8 TCN.
Không giống như các loài bò khác, B. aegyptiacus không có u bướu. Nó có hoặc là các sừng lớn cong vào phía trong rồi sau đó uốn cong ra phía ngoài hoặc các sừng ngắn với cùng kiểu uốn. Theo nghệ thuật Ai Cập cổ đại, B. aegyptiacus có màu hoặc là đen, nâu, nâu trắng, đốm trắng, đen trắng hay trắng.
Người ta vẫn chưa rõ B. aegyptiacus có nguồn gốc từ đâu, do một số người cho rằng nó có được từ khu vực Levant hay Mesopotamia trong khi những người khác cho rằng nó được thuần hóa từ phân loài duy nhất (Bos primigenius mauretanicus) tại Bắc Phi của bò rừng châu Âu. Có chứng cứ cho cả hai tuyên bố này do bò đã được thuần hóa tại Levant vào thiên niên kỷ 8 TCN nhưng các khai quật có niên đại Tiền Holocen ở miền tây Sahara chỉ ra rằng bò bản xứ đã tồn tại trước thiên niên kỷ 8 TCN.
Không phụ thuộc vào các tuyên bố này, B. aegyptiacus vẫn từng là một phần quan trọng của xã hội người Ai Cập cổ đại, những người đã chăn thả chúng trên các vùng đất không thích hợp cho việc gieo trồng, hoặc là do các vùng đất này quá xa sông Nin để có thể tưới tiêu nước hoặc là tại vùng châu thổ sông Nin, do quá ẩm ướt để có thể gieo trồng. B. aegyptiacus được sử dụng để lấy thịt, sữa, da thô và phục vụ cho các nghi thức tế lễ.
B. aegyptiacus là quan trọng đến mức nhiều vị thần Ai Cập được cho là có hình dáng của B. aegyptiacus, các vị thần đáng chú ý có Hathor, Ptah (như là thần bò Apis), Menthu (như là thần bò Bukha) và Atum-Ra (như là thần bò Mnevis).
Trong thời kỳ Tân Vương quốc thì bò bướu (Bos primigenius indicus), một dạng bò có u bướu trên lưng, xuất phát từ Syria đã được du nhập vào Ai Cập và B. aegyptiacus dường như đã mất dần đi vai trò và bị thay thế bởi phân loài bò mới này.